# Дмитриева, Наталья Владимировна (шорт-трек)
Наталья Владимировна Дмитриева (род. 23 ноября 1977, Смоленск, СССР) — советская и российская шорт-трекистка, участница зимних Олимпийских игр 2002 года, 2-кратная призёр чемпионата Европы, 6-кратная чемпион и многократная призёр чемпионата России. Выступала за СК Вооруженных сил РФ и г. Смоленск. Мастер спорта России международного класса. В 2015 году - стипендиат Фонда поддержки олимпийцев России по программе «Содействие - Мастер спортивного администрирования».

## Биография
Наталья родилась в Смоленске в самой обычной семье и училась в обычной общеобразовательной школе (МОУ СОШ №35). Однажды в школу пришёл тренер по шорт-треку Михаил Викторович Воскресенский, искать талантливых ребят. Изначально посмотреть на бег на коньках на короткой дорожке пришло достаточно много желающих, но спустя месяц из её одноклассников осталась только она. У её родителей не было лишних денег, чтобы купить коньки или ролики, но Наташа всё равно пошла заниматься в спортивную школу, где сначала не всё получалось. Потом пришли первые успехи.
Наталья продолжала тренироваться у жены Воскресенского, Натальи Анатольевны в МБУДО "Спортивная школа № 2". В сборную попала в 1995 году, но на крупных международных турнирах не выступала, зачастую попадала в запасные. 
В начале сезона 2000/2001 Наталья стала чемпионом России в многоборье, выиграла чемпионат России на дистанциях 1000, 1500 и 3000 метров, в эстафете, и выиграла "серебро" в забеге на 500 метров. На тот момент она была одной из лучших в стране. Ей удалось победить на отборе к чемпионату миру-2001 и после того удачного выступления её тренеру Наталье Воскресенской стали говорить, что Дмитриева занимает «не своё место». Началась травля, которая была организована омским тренером Анатолием Брасалиным. Он банально «пропихивал» в сборную страны своих воспитанников. 
В январе 2001 года в составе команды она завоевала бронзовую медаль в эстафете на чемпионате Европы в Гааге, в конце марта на чемпионате мира в Чонджу Наталья заняла лучшее 11-е место в забеге на 500 метров, в многоборье оказалась на 14-м месте. В ноябре 2001-го на отборе уже на Олимпиаду Дмитриева снова стала сильнейшей. Но в то время надо было выиграть ещё лицензию. На соревнования, где разыгрывались лицензии, случился полный провал. Мужчины и эстафетные команды не получили допуск, а у девушек их завоевали Наталья Дмитриева и ещё одна представительница Омска - Нина Евтеева.
Незадолго до олимпиады она тренировалась на роликодроме Смоленского государственного института физической культуры. Потом приходилось ездить по учебно-тренировочным сборам, но самым  любимым её местом был Рыбинск. В январе 2002 года на чемпионате Европы в Гренобле финишировала 11-й в сумме многоборья. В феврале на зимних Олимпийских играх в Солт-Лейк-Сити Наталья была не в лучшей форме, заняв 20-е место в забеге на 500 метров, 21-е на 1500 и 24-е на 1000 метров. После игр участвовала в эстафете на чемпионате мира в Монреале и с девчатами по команде заняла 7-е место. 
В начале сезона 2022/2023 она впервые выиграла "золото" в эстафете на этапе Кубка мира в Солт-Лейк-Сити, а следом завоевала "бронзу" в многоборье на чемпионате страны. В начале 2003 года на очередном чемпионате Европы в Санкт-Петербурге Дмитриева стала серебряным призёром в составе эстафетной команды. Через месяц выиграла "бронзу" в забеге на 500 метров на чемпионате России на отдельных дистанциях. В 2005 году стала бронзовым призёром на чемпионате России на дистанциях 500 и 1000 метров.

## Личная жизнь
Наталья Дмитриева выпускница Смоленского государственного института физической культуры и Смоленского института бизнеса и предпринимательства. Работает в спортивной школе олимпийского резерва (СШОР) №2 начальником центра тестирования комплекса ГТО, воспитывает двоих детей. С 2015 года является послом по Смоленской области по ГТО.